# Parozodes erythrocephalus
Parozodes erythrocephalus là một loài bọ cánh cứng trong họ Cerambycidae.